# Limnophora elongata
Limnophora elongata este o specie de muște din genul Limnophora, familia Muscidae. A fost descrisă pentru prima dată de Malloch în anul 1928. Conform Catalogue of Life specia Limnophora elongata nu are subspecii cunoscute.